# Ténéré
Ténéré (tamašek jezici: Tiniri, u značenju "pustoš", "divljina") je pustinja u južnom dijelu središnje Sahare; veliko prostranstvo pješćanih dina od sjeveroistočnog Nigera do zapadnog Čada, veličine od 154.440 km². Okružena je planinama Air na zapadu, Hoggar na sjeveru, visoravni Džado na sjeveroistoku, planinama Tibesti na istoku i dolinom jezera Čada na jugu. Središnji dio pustinje Tenere je erg (pješčano more dina) Bilma.
Njegova pustinjska vruća i suha klima za posljedicu ima gotovo potpuni izostanak biljnog života. Temperature dosežu 42 °C ljeti, a količine padalina su manje od 25 mm godišnje. Do vode se jako teško dolazi, nema je ni u tlu, osim u podzemnim bunarima koji su stotinama kilometara udaljeni jedni od drugih. Biolozi su identificirali 350 različitih vrsta biljaka, 40 vrsta sisavaca, 165 vrsta ptica i 18 vrsta gmazova. Populacija Adaksove i Mendesove antilope povećana je sa samo 15 životinja krajem 1970-ih na današnjih stotinjak. Dorka gazela unutar parka ima više od 12 000, a park je stanište i za 70 grivastih pavijana i 500 patas majmuna.
Rezervat prirode Tenere, zajedno s Rezervatom prirode planine Air, upisan na UNESCO-ov popis mjesta svjetske baštine u Africi 1991. godine, a na popis ugroženih mjesta svjetske baštine je dospio odmah sljedeće godine zbog opadanja u broju zaštićenih vrsta životinja i općem gubitku vegetacije zbog vojnih sukoba pobunjenih Tuarega i građanskih nemira. Ovo područje je najveće zaštićeno područje u Africi, veličine oko 7.7 milijuna hektara, a zauzima tek šestinu područja vulkanske planine Air i sahelske pustinje Tenere.
- Satelitska fotografija erga Bilma u pustinji Tenere
- Seguedine
- Agadem
- Gobero
- Prapovijesni petroglifi kod Tiguidita

## Poveznice
Ostali lokaliteti prapovijesnih slikarija u Africi:
- Tsodilo (Bocvana)
- Kondoa (Tanzanija)
- Tadrart Akakus (Libija)
- Tasili n'Adžer (Alžir)
- Chongoni (Malavi)